# Říše Sung
Říše Sung (čínsky 宋帝国) byl čínský stát existující v letech 960–1279. Předcházelo mu období pěti dynastií a deseti říší, následována byla na severu Číny džürčenskou říší Ťin, na jihu mongolskou říší Jüan. Byla prvním státem světa, který tiskl papírové peníze a prvním čínským státem, který vybudoval stálé námořnictvo. Její armáda používala střelné zbraně a námořníci se orientovali podle kompasu.
Sungské období se dělí na dvě odlišné periody: Severní Sung a jižní Sung. V období Severní Sung (960–1127) zahrnoval sungský stát většinu Číny, hlavním městem byl Pien-ťing (dnešní Kchaj-feng). Jižní Sung (1127–1279) je označení pro dobu, kdy byla sungská říše omezena na jižní Čínu. Sever totiž dobyla džürčenská říše Ťin. Hlavní město Sungové přenesli do Lin-anu (dnešní Chang-čou). Přestože Jižní Sungové ztratili kontrolu nad tradiční kolébkou čínské civilizace v povodí Žluté řeky, zůstali bohatým státem, který měl 60 % čínské populace a většinu nejproduktivnějších pozemků. Po ústupu na jih říše Sung značně zvětšila svou námořní moc využívanou k obraně pobřeží i k výpravám do cizích zemí.
V bojích s Džürčeny a později Mongoly sungští Číňané revolučním způsobem rozvinuli nové vojenské technologie, zdokonalili především zbraně využívající střelný prach. Roku 1234 byla říše Ťin dobyta Mongoly, kteří tak získali kontrolu nad severní Čínou, což přineslo zhoršení vztahů s Jižními Sungy. Möngke, čtvrtý veliký chán Mongolské říše, zemřel roku 1259 při dobývání Che-čou (dnes v Čchung-čchingu). Novým chánem byl prohlášen jeho mladší bratr Kublaj, který se roku 1271 prohlásil i císařem říše Jüan. O osm let později Kublaj definitivně porazil sungská vojska, dobyl celou říši Sung a sjednotil Čínu.
Během 10. a 11. století se počet obyvatel Číny zdvojnásobil. Zapříčinily to mimo jiné růst plochy rýžových polí ve střední a jižní části země, rozšíření brzy dozrávající rýže z jižní a jihovýchodní Asie a vytváření přebytků potravin. Podle záznamů ze sčítání lidu v období Severní Sung měla říše cca 50 milionů obyvatel, tedy více než říše Chan a Tchang. Tato data pocházejí z Dvaceti čtyř historií. Nicméně moderní odhady populace období Severní Sung je 100 miliónů obyvatel Číny. Dramatický nárůst populace podnítil ekonomickou revoluci v sungské Číně. Růst populace také přispěl k postupnému ústupu centrální vlády od přísné regulace tržní ekonomiky, naopak rostl vliv lokálních elit, tzv. džentry, na místní správu. Úředníci na okresní a regionální úrovni záviseli na džentry a její spolupráci, sponzorství a dohledu na místech.
Sungská společnost byla plná života; města měla živé zábavní čtvrti, příslušníci elit shromažďovali vzácná umělecká díla, která obdivovali a obchodovali s nimi, lidé se mísili na veřejných slavnostech i v soukromých klubech. Šíření literatury a vědomostí podpořilo brzké objevením tisku z dřevěných desek a v 11. století vynález tisku pohyblivými literami. Technologie, věda, filosofie, matematika, inženýrství a další intelektuální činnosti v říši Sung vzkvétaly. Filosofové jako Čcheng I a Ču Si oživili konfucianismus novým výkladem, ovlivněným ideály buddhismu a kladli důraz na novou organizaci klasických textů, čímž položili základy neokonfucianismu. Ačkoliv úřednické zkoušky v Číně existovaly už v říši Suej, za Sungů se staly opravdu významnými a byly hlavním faktorem vedoucím ke změně aristokratické elity na elitu byrokratickou.

## Politika

### Severní Sung, 960–1127

První sungský císař Tchaj-cu (vládl 960–976), neznámý malíř kolem roku 1000

Císař Tchaj-cu (vládl 960–976) sjednotil Čínu, když dobyl ostatní čínská císařství a království. Tím ukončil období pěti dynastií a deseti říší. Ve městě Pien-ťing, dnešním Kchaj-fengu, vytvořil silnou centrální vládu celého impéria. Podporou úřednických zkoušek, tedy výběrem státních úředníků podle jejich schopností, nikoliv podle aristokratického původu či vojenských zásluh, zajistil stabilitu administrativy. Také podporoval projekty zabezpečující efektivní komunikaci napříč impériem. Jedním takovým bylo sestavení velkého atlasu, složeného z detailních map jednotlivých provincií a měst. Kromě toho Tchaj-cu podněcoval i vědu a technologické inovace, například zbudování hodinové věže s orlojem, kterou navrhl a postavil Čang S’-sün.
Sungský dvůr udržoval diplomatické vztahy s indickou Čólskou říší, fátimovským chalífátem, říší Šrívidžaja v dnešní Indonésii a chanátem Karachánovců a dalšími zeměmi, které byly také obchodními partnery říše. Avšak byli to nejbližší sousedé Číny, kteří měli největší vliv na její domácí a zahraniční politiku. Už od počátku Sungové kolísali mezi válčením a diplomatickým jednáním s kitanskou říší Liao na severovýchodě a tangutským státem Západní Sia na severozápadě. Sungský stát použil vojenskou sílu k pokusu o zatlačení Liaa a znovuzískání šestnácti prefektur na severovýchodě Číny, území pod kontrolou Kitanů, jež bylo částí vlastní Číny. Avšak sungské síly byly armádami říše Liao odraženy a naopak Kitané každoročně pořádali útočné výpady na sever říše Sung dokud roku 1005 obě strany nepodepsaly mírovou dohodu z Čchan-jüanu. Sungové byli nuceni platit Kitanům tribut. Pro sungskou ekonomiku představovaly platby jen malou zátěž, ovšem říše Liao byla na dovozu množství zboží z sungské Číny silně závislá. Významnější bylo uznání říše Liao říší Sung jako diplomaticky rovnoprávné. Sungové dosáhli počátkem 11. století několika vojenských vítězství nad Tanguty, čínské úspěchy vyvrcholily taženími generála, vědce a státníka Šen Kchua (1031–1095). Válka však skončila neúspěšně, když Šenův rival ve velení vojsk neuposlechl rozkazy, a všechna území dobytá na Tangutech byla ztracena. V letech 1075–1077 vedla říše Sung válku s Vietnamem, vyvolanou hraničními spory a sungským přerušením vzájemného obchodu. Poté, co vietnamská vojska utrpěla vážné ztráty při nájezdu na Kuang-si, sungský generál Kuo Kchuej (1022–1088) pronikl až k Thăng Long (dnešní Hanoj). Těžké ztráty na obou stranách pohnuly vietnamského velitele Thường Kiệta (1019–1105) k zahájení mírových jednání; nakonec byla roku 1082 obsazená území vyměněna i s válečnými zajatci.
Během 11. století politická rivalita rozdělovala sungský dvůr skrze různé názory ministrů na přístupy, mínění a politiky týkající se nakládání s komplexní společností a prosperující ekonomikou sungské říše. Idealistický kancléř Fan Čung-jen (989–1052) byl první, kdo se setkal s rozhořčeným odporem při pokusech o zavedení reforem, totiž zdokonalením systému výběru úředníků, zvýšením platů nižších úředníků a zavedením finančních podpor pro nadané kandidáty úřednických zkoušek, které umožnily rozšířit okruh lidí s přístupem ke vzdělání a pak úřadům. Poté, co byl Fan donucen odejít z úřadu, se stal kancléřem Wang An-š’ (1021–1086). S podporou císaře Šen-cunga (vládl 1067–1085) Wang An-š’ ostře kritizoval vzdělávací systém a státní byrokracii. Ve snaze o řešení problémů s korupcí a nedbalostí zavedl řadu reforem, souhrnně nazvaných „Nová politika“. Nová politika zahrnovala reformu pozemkové daně, zřízení státních monopolů na vybrané druhy zboží, podporu místních milicí a zavedení vyšších požadavků pro úřednické zkoušky, přičemž se je snažil orientovat na praktické dovednosti nutné ke spravování země. Reformy promýšleli a prosazovali Wangovi stoupenci, skupina podporující novou politiku (sin-fa); oponovali jim konzervativci soustředění kolem historika a kancléře S’-ma Kuanga (1019–1086). Jak jedna z frakcí získala převahu ve vládě, začala odvolávat stoupence protivné skupiny a posílala je spravovat pohraniční regiony daleko od metropole. Jednou z prominentních obětí čistek byl básník a státník Su Š’ (1037–1101), uvězněný a nakonec vypovězený z hlavního města za kritiku Wang An-š’ových reforem.
Sungská vláda dlouho zůstávala politicky rozdělená a soustředila se na své vnitřních záležitosti, nakonec si však nové události na severu ve státě Liao získaly její pozornost. Džürčeni, kmenový svaz podléhající říši Liao, se roku 1115 vzbouřil proti Liao a zformoval vlastní stát, říši Ťin. Sungský úředník Tchung Kuan (1054–1126) doporučil císaři Chuej-cungovi (1100–1125) uzavřít alianci s Džürčeny a společně zaútočit na říši Liao a zcela ji zničit. Sungský útok na Liao byl neúspěšný a říše Tin do roku 1125 zničila Liao vlastními silami. Džürčeni navíc zaregistrovali špatný výkon a vojenskou slabost sungské armády; po dobytí Liao okamžitě zrušili spojenectví s říší Sung a roku 1125 vpadli na sungské území. Při dalším vpádu roku 1127 ťinská armáda dobyla hlavní město říše Sung Pien-ťing a zajala bývalého císaře Chuej-cunga i jeho nástupce císaře Čchin-cunga s většinou císařského dvora. Zbývající sungské síly se přeskupily pod vedením nového císaře Kao-cunga (1127–1162) a stáhly se jižně od řeky Jang-c’-ťiang do Lin-anu (dnešní Chang-čou), který se stal novým hlavním městem říše. Ťinské dobytí severní Číny až k řece Chuaj a přesun metropole na jih je dělicí čarou mezi obdobím Severní a Jižní Sung.

### Jižní Sung, 1127–1279

Čína roku 1142:
říše Sung
říše Ťin
říše Si Sia
říše Nan-čao

Ačkoliv oslabeni a zatlačeni na jih za řeku Chuaj, Jižní Sungové našli nové způsoby, jak podpořit svou silnou ekonomiku a obhájit svou samostatnou existenci proti říši Ťin. Měli schopné vojenské velitele, jako například Jüe Feje a Chan Š’-čunga. Vláda podporovala masivní výstavbu lodí a projekty rozšíření přístavů, konstrukci majáků a budování skladů s úmyslem podpořit námořní obchod se zahraničím a hlavní čínské přístavy Čchüan-čou, Kuang-čou a Sia-men, čímž podporovala čínský obchod. K ochraně a podpoře zástupů lodí plujících na námořních cestách ve vodách Východočínského a Žlutého moře (do Koreje a Japonska), jihovýchodní Asie, Indického oceánu a Rudého moře, bylo nutné vytvořit státní stálé námořnictvo. Sungská vláda vytvořila první čínské stálé loďstvo roku 1132, velitelství umístila do Ting-chaje. Se stálým loďstvem byli Sungové připraveni postavit se ťinskému útoku na řece Jang-c’ roku 1161, v bitvách u Tchang-tao a u Cchaj-š’. V těchto soubojích sungské námořnictvo využívalo kolesové lodě vyzbrojené trebuchety vrhajícími bomby. Přestože ťinské loďstvo mělo 70 tisíc mužů na 600 lodích a Sungové pouze 3 tisíce mužů na 120 lodích, sungští námořníci zvítězili v obou bitvách v důsledku destruktivní moci jejich bomb, plněných střelným prachem, a rychlých útoků kolesových lodí. Síla námořnictva poté ještě rostla. Století po založení mělo sungské námořnictvo 52 tisíc mužů. Sungská vláda zabavila část pozemků vlastněných džentry s cílem získat prostředky pro vojenské účely, což způsobilo nespokojenost postižených a ztrátu loajality vedoucí vrstvy sungské společnosti, nicméně ani to nepřimělo vládu zastavit přípravu obrany. Státní finance trpěly tím, že mnoho bohatých pozemkových vlastníků, někteří z nichž přímo zaujímali místa ve státní správě, využívalo své konexe a známosti s úředníky k získání daňových výjimek a osvobození od daní.
Jižní Sungové se úspěšně bránili Ťinům, ale na počátku 13. století se ve stepích na sever od říše Ťin objevil nový silný nepřítel, Mongolové. Mongolové vedení Čingischánem zaútočili na říši Ťin roku v letech 1205 a 1209, kdy provedli velké nájezdy v pohraničí a roku 1211 říši Ťin napadla velká mongolská armáda. Ťinská vláda byla donucena k poddání se a placení tributu Mongolské říši; když však Ťinové náhle přesunuli své hlavní město z Pekingu do Kchaj-fengu, Mongolové to viděli jako vzpouru. Pod vedením chána Ögedeje mongolské vojsko dobylo obě říše mezi Mongolskem a Jižními Sungy – džürčenskou říši Ťin a tangutskou říši Západní Sia. Mongolové si navíc podrobili Koreu, chalífát Abbásovců a Rusko. Sungové byli zprvu spojenci Mongolské říše, ale aliance se rozpadla poté, co Sungové při kolapsu Ťinů obsadili ťinskou metropoli Kchaj-feng, Luo-jang a Čchang-an. Mongolských chán Möngke vytáhl proti říši Sung a v S’-čchuanu dobýval jedno město za druhým, 11. srpna 1259 však zemřel před branami Che-čou (dnes část Čchung-čchingu). Möngkeho smrt a následné spory o nástupnictví a občanská válka mezi bratry Arik-bukou a Chubilajem přiměly dalšího Chubilajova bratra Hülegü ke stažení hlavních mongolských sil na Blízkém východě z cesty do Egypta na východ, což vedlo k porážce Mongolů Mamlůky u Ajn Džalút. Hülegü však nebyl schopen pomoci Chubilajovi, protože jeho síly vázala válka se Zlatou hordou.
Chubilaj pokračoval ve válce s říší Sung, přičemž získal dočasné předmostí na jižním břehu Jang-c’-ťiang. Připravoval se k dobytí E-čou, ale pak dal přednost občanské válce proti Arik-bukovi a přesunul hlavní síly své armády na sever. V Chubilajově nepřítomnosti sungské síly vedené kancléřem Ťia S’-taem využily příležitost a vytlačily Mongoly zpět na severní břeh Jang-c’-ťiang. Menší pohraniční srážky pokračovaly do roku 1265, kdy Chubilaj zvítězil ve velké bitvě v S’-čchuanu. V letech 1268–1273 Chubilajovo loďstvo zablokovalo řeku Jang-c’ a oblehlo Siang-jang, poslední překážku v dobytí celého bohatého povodí Jang-c’-ťiang. Roku 1271 Chubilaj oficiálně vyhlásil říši Jüan. Roku 1275 byla 130tisícová sungská armáda v čele s Ťia S’-taem poražena mongolskou armádou vedenou Bajanem. Do roku 1276 jüanské síly obsadily většinu sungského území. V bitvě u Ja-menu v deltě Perlové řeky roku 1279 jüanská armáda vedená generálem Čang Chung-fanem definitivně zničila sungský odpor. Poslední sungský panovník, osmiletý císař Ping, spáchal sebevraždu se svým prvním ministrem Lu Siou-fuem. a osmi sty členy císařského rodu. Podle Chubilajových příkazů, vykonaných Bajanem, zbytek sungské císařské rodiny Mongolové ušetřili; sesazený císař Kung-cung dostal titul knížete z Jing a později poslán do Tibetu, kde dožil v klášteru.

## Společnost a kultura

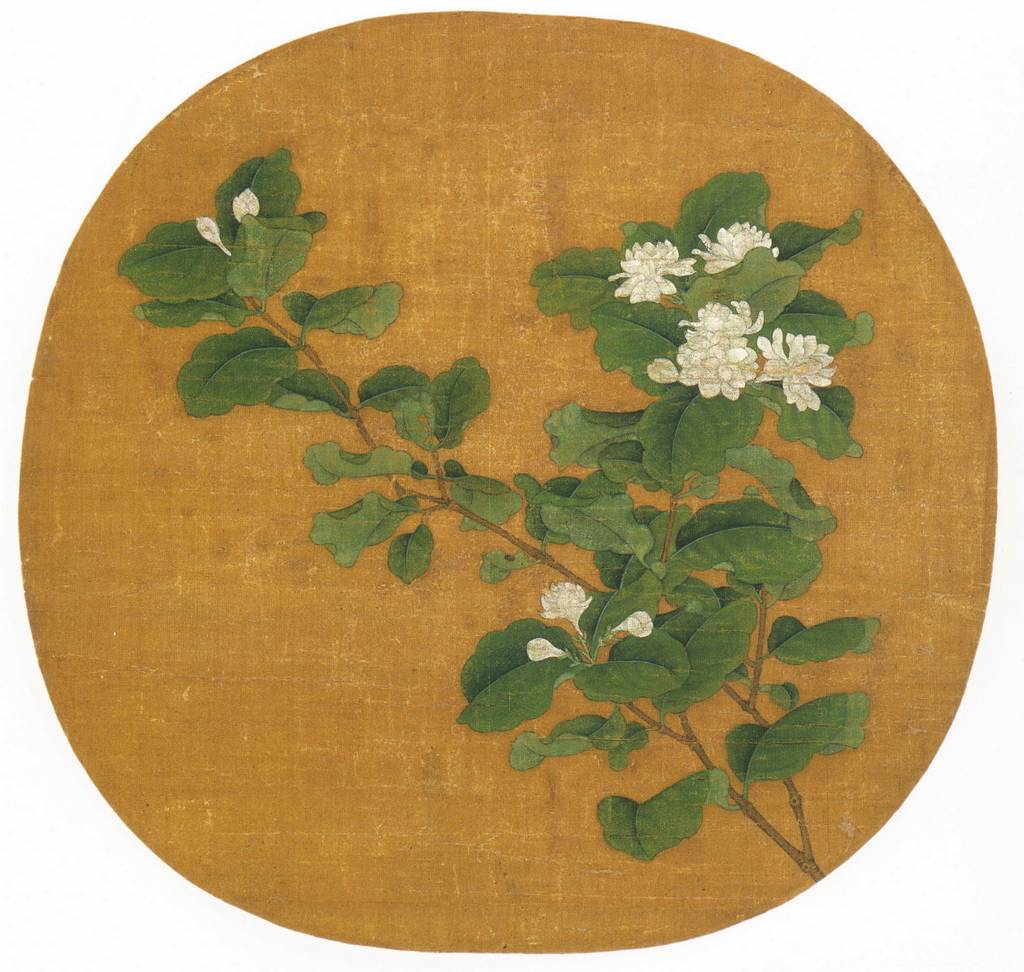
Větvička bílého jasmínu, malba Čao Čchanga z počátku 12. století. Malé obrazy realistických přírodních motivů byly velmi populární v období Jižní Sung.

Sungská společnost měla komplexní sociální organizaci a spravovala ji sofistikovaná administrativa. V sungském státě se nalézala některá z největších měst na světě – Kchaj-feng a Chang-čou měly přes milión obyvatel. Lidé se ve městech těšili z členství v různých spolcích a řady zábav, ve městech existovalo množství škol a chrámů, které uspokojovaly vzdělávací a náboženské potřeby obyvatelstva. Sungská vláda podporovala různé formy sociálních podpůrných aktivit, včetně podpory veřejných lékařských služeb, zakládání domovů pro seniory a hřbitovů pro chudé. K zajištění spolehlivé komunikace s místními úřady vláda zorganizovala poštovní službu, pro kterou byl vzorem systém fungující v říši Chan. Státní pošta zaměstnávala tisíce pracovníků různých hodností a povinností, kteří zajišťovali provoz poštovních úřadů a velkých poštovních stanic. Ve venkovských oblastech svobodní rolníci obdělávali svá pole, jiní si pronajímali půdu od statkářů, další si hledali zaměstnání na velkostatcích.
Přestože ženy měly, v souladu s konfuciánskou etikou, nižší sociální status než muži, těšily se z řady sociálních a právních privilegií a disponovaly značnou mocí v domácnostech a případně v jejich drobném podnikání. Jak sungská společnost stále více bohatla a rodiče vybavovali nevěsty větším věnem, ženy přirozeně získávaly více majetkových práv. Měly také rovná dědická práva s muži. V sungské době žilo mnoho významných a vzdělaných žen; bylo běžným zvykem, že ženy vzdělávaly své malé syny. Matka vědce, generála, diplomata a státníka Šen Kua ho naučila především vojenské strategii. Existovaly také výjimečné spisovatelky a básnířky jako Li Čching-čao (1084–1151), slavná už během svého života.

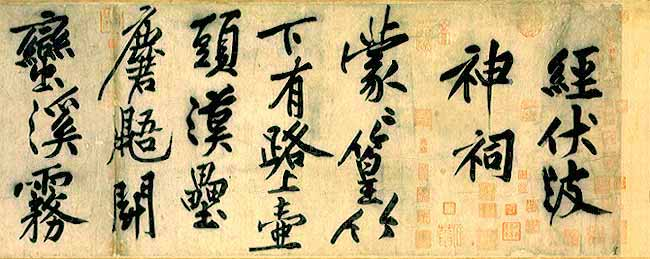
Kaligrafie Chuang Tching-ťiena (1045–1105), proslulého kaligrafa a přítele Su Š’a

Náboženství mělo pro obyvatele sungské říše velký význam, a duchovní literatura byla velmi populární. Ctěna byla taoistická a buddhistická božstva, duchové předků a božstva čínské lidové víry. Tansen Sen tvrdí, že v sungské době cestovalo z Indie do Číny více buddhistických mnichů než v tchangské éře. S množstvím cizozemců cestujících do Číny za obchodem a žijících v ní trvale se v Číně objevila řada zahraničních věr; náboženské menšiny zahrnovaly muslimy, židy a manichejce.
Obyvatelstvo se zapojovalo do živého sociálního a domácího života, těšilo se z veřejných slavností jako například svátku lampionů, nebo svátku čching-ming. Ve městech byli v zábavních čtvrtích soustředěni loutkáři, akrobati, divadelní herci, akrobati, vypravěči, zpěváci a hudebníci, prostitutky i místa k odpočinku, včetně čajoven a restaurací. Lidé se zapojovali do různých spolků a klubů, čajových, exotického jídla, antikvářů a sběratelů umění, milovníků koní, poezie, nebo hudby. Sungská éra byla známá nejen různými regionálními kuchyněmi, ale i regionálně odlišnými uměleckými styly. Divadlo bylo velmi populární mezi elitami i řadovými obyvateli přestože hry nebyly psány v běžné mluvě, ale klasickou čínštinou. Čtyři největší divadla v Kchaj-fengu pojala několik tisíc diváků každé. Obyvatelé sungského státu se věnovali rovněž domácím zábavám, mimo jiné hráli stolní hry jako wej-čchi a siang-čchi.

### Úřednické zkoušky a džentry

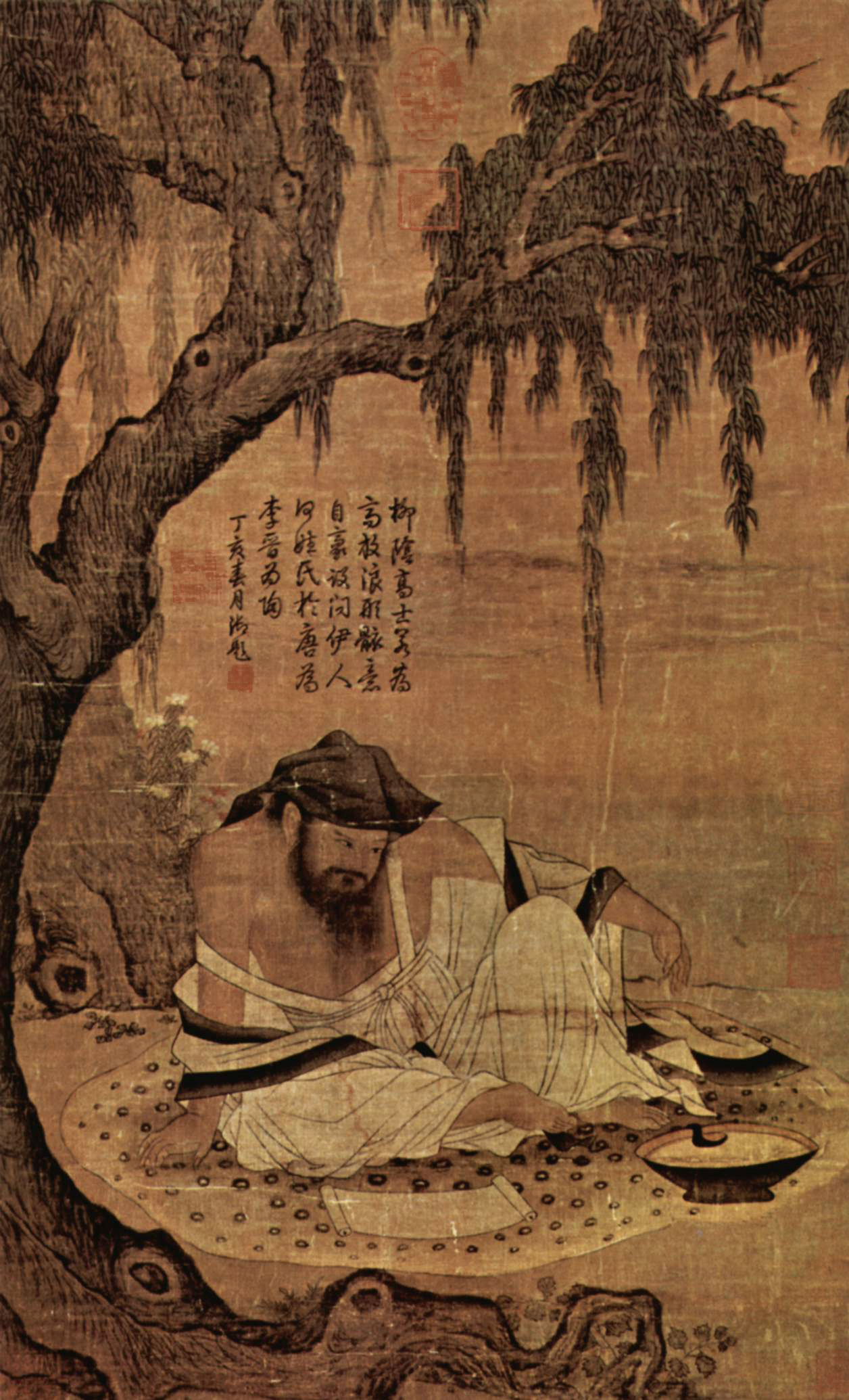
Učenec na palouku, neznámý malíř 11. století

V sungské éře vzrostl důraz kladený na výběr úředníků, ve snaze o nalezení nejschopnějších jedinců byli vybírání podle výsledků úřednických zkoušek. Výběr mužů vhodných pro zastávání úřadu v závislosti na jejich schopnostech a zásluhách nebyla myšlenka nová, zkouškový systém byl zaveden už v říších Suej a Tchang, ale až v říši Sung se stal prakticky jediným způsobem získávání nových adeptů do státní správy. Rozšíření knihtisku pomohlo k šíření znalostí, v tom i konfuciánského učení, a usnadnilo vzdělání více a více kandidátů zkoušek. To je viditelné na počtech účastníků zkoušek na nízké – prefekturní – úrovni, který vzrostl z 30 tisíc ročně počátkem 11. století na 400 tisíc kandidátů koncem 14. století. Státní služba a zkouškový systém umožnil více meritokracie, sociální mobility a rovnosti v soutěži pro ty, kteří se snažili získat místa ve státní správě. Rozborem sungských statistik dospěli Edward A. Kracke, Sudō Yoshiyuki a Ho Ping-ti k závěru, že otec, děd či praděd na úřednickém místě nestačil uchazeči k zisku stejně významného místa. Robert Hartwell a Robert P. Hymes kritizovali jejich model, s tím, že klade nemístně velký důraz na nukleární rodinu a bere v úvahu pouze tři mužské předky, ignorujíce přitom demografickou realitu sungské Číny, významný podíl mužů, kteří neměli přeživšího syna a roli širší rodiny. Mnozí se cítili vyloučeni tím, co viděli jako byrokratický systém zvýhodňující třídu pozemkových vlastníků schopných poskytnout svým potomkům co nejlepší vzdělání. Jeden z největších literárních kritiků systému byl úředník a slavný básník Su Š’. Přesto byl mužem své doby, kdy se identita, zvyky a přístup učeného úředníka stávaly méně aristokratickými a více byrokratickými, jak probíhal přechod od tchangského k sungskému období. V počátcích říše byly vládní posty nadproporcionálně obsazeny dvěma skupinami: elitou zakladatelů, kteří měli těsné vazby na prvního císaře dynastie, a částečně dědičnou profesionální elitou, která využívala dlouhodobě udržovaný status rodu, rodinná spojení a manželské aliance k zabezpečení pozic mezi elitou. Do konce 11. století se význam skupiny zakladatelů státu zanikl, zatímco rozštěpení na politické strany a frakce ve vládě zmařily manželské strategie profesionální elity a ta se jako rozpoznatelná sociální skupina vytratila, když splynula s množstvím rodin džentry.
Vzhledem k enormnímu růstu čínské populace a omezené velikosti státního aparátu – sungská administrativa měla pouze 20 tisíc míst (vzdělaných vyšších) úředníků, většina vzdělanců z řad džentry přebírala kontrolu lokálních záležitostí na nižší než okresní úrovni. Kromě úředníků ve službě se tato elitní sociální třída skládala z kandidátů zkoušek, držitelů hodností získaných zkouškami a absolventů zkoušek dosud nejmenovaných do úřadu a bývalých úředníků. Tito vzdělanci, držitelé hodností a místní elity dozírali nad místními záležitostmi a (finančně) podporovali nutné zázemí místních komunit; jakýkoli úředník jmenovaný v regionu se spoléhal na spolupráci s větší či menší částí místní džentry dotyčného regionu. Kupříkladu sungská vláda – s výjimkou vlády reformistů za císaře Chuej-cunga – vydávala jen málo financí na udržování krajských či prefekturních a okresních škol; místo toho značnou část potřebných fondů zajišťovali soukromníci. Omezená role státních úřadů znamenala významný odklon od praxe běžné v rané říši Tchang, kdy vláda striktně regulovala obchod a trhy i místní záležitosti; nyní se vláda vzdala regulace obchodu a spoléhala se džentry, že ta převezme nezbytné organizační a regulační funkce v místních komunitách.
Džentry se vydělovala ze společnosti svou vzdělaností a honbou za starožitnostmi, když domy prominentních pozemkových vlastníků přitahovaly množství pochlebníků včetně řemeslníků, umělců, učitelů a bavičů. Navzdory pohrdání, které obchodu a obchodníkům okázale projevovali kultivovaní učení úředníci, komercionalizace hrála v sungské společnosti a kultuře významnou roli. Vzdělaný úředník byl odsuzován svými kolegy jestliže těžil zisk z obchodu; nicméně to nezabránilo mnohým vzdělancům účastnit se komerčních transakcí s využitím prostředníků.

### Právo, spravedlnost, a forenzní vědy

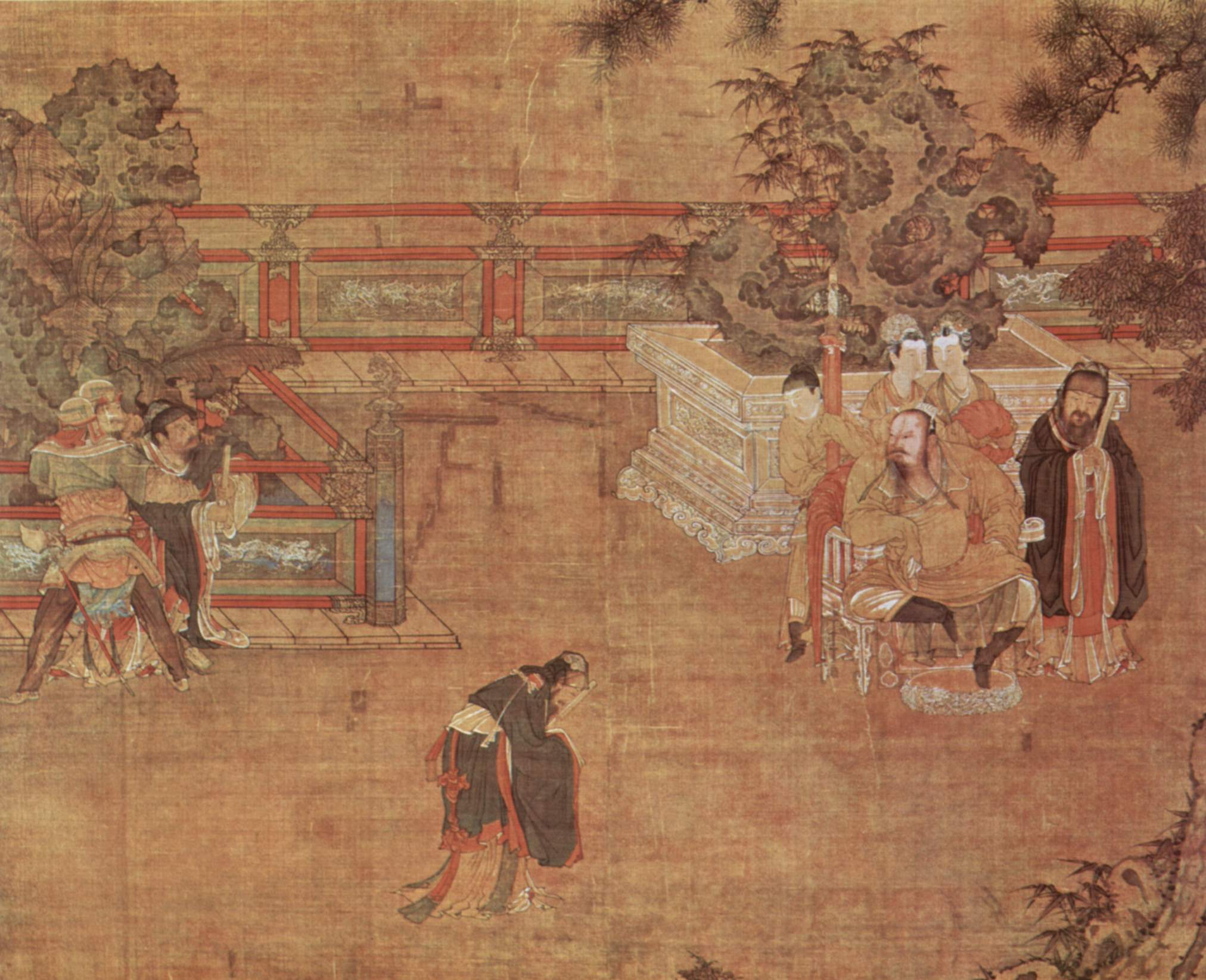
Rozbitá balustráda, malba neznámého malíře z počátku 12. století

Sungský justiční systém zachovával mnohé z tchangských zákonů, základu čínského práva až do moderní éry. Úředníci rozhodovali soudní případy nejen ve světle psaného práva, ale očekávala se od nich i podpora morálky ve společnosti. Úředníci, jakým byl Pao Čching-tchien (999–1062), ztělesňovali přímé, morální soudce, kteří nikdy v životě neporušili své zásady. Sungští soudci určili osobu, či stranu, vinnou z kriminálního činu a vyměřili jí trest, často ve formě bití (bambusovou) holí. Osoby či strany, které se ocitly před soudem, ať už v případech kriminálních či civilních, nebyly považovány za zcela nevinné, pokud to nebylo prokázáno; dokonce i na žalobce soud pohlížel s podezřením. Kvůli vysokým soudním nákladům a neprodleným uvězněným osob obviněných z kriminálních trestných činů lidé raději spory a hádky urovnávali soukromě, bez zásahu úřadů.
Šen Kua ve svých esejích argumentoval proti tradičním čínským představám o anatomii (například argumentoval pro existenci dvou cest z krku níže, hrtanu a jícnu, proti tradiční představě tří); což snad v Číně ve 12. století podnítilo zájem o pitvy lidí. Lékař a soudce Sung Cch’ (1186–1249) napsal Sebrané případy napravených nespravedlností, pionýrské dílo forenzních věd, kde popisoval vyšetření těla s cílem zjistit příčinu smrti (uškrcení, otravy, utonutí, úder, atd.) a prokázat, zda k úmrtí došlo v důsledku vraždy, sebevraždy, nebo následkem úrazu či nehody. Sung Cch’ zdůraznil důležitost správného postupu lékaře během pitvy a přesného záznamu výsledků pitvy vyšetřujícími úředníky.

### Vojenství
Sungské ozbrojené síly byly organizovány v prvé řadě tak, aby nemohly ohrozit císaře a vládu, často i na úkor jejich efektivity ve válce. Za Severních Sungů byla Vojenská rada podřízena kancléři, který ale nekontroloval armádu. Armáda byla rozdělena mezi tři maršály, každý podléhal přímo císaři, nezávisle na ostatních. Poté, co císařové přestali vést kampaně osobně, ztratily sungské síly jednotu velení. Vláda byla obvykle přesvědčena, že úspěšný generál je hrozbou vládní a císařské autoritě a proto je odvolávala nebo dokonce popravovala – kupříkladu Li Kanga, Jüe Feje, nebo Chan Š’-čunga.
Přestože vzdělaní úředníci řadili vojáky mezi nízké sociální vrstvy, vysoce postavení důstojníci úspěšní v bojích mohli dosáhnout vysokého společenského postavení a uznání. V nejlepších letech měla sungská armáda milión vojáků seskupených v četách o padesáti vojácích, dvě čety tvořily rotu, prapor sestával z pěti rot (500 vojáků). Kušníci byli vyděleni z pravidelných jednotek, byli zařazeni v samostatných oddílech, ceněných v bitvách, kde byli schopni efektivně ostřelovat útočící kavalerii. vláda dychtivě podporovala vývoj nových kuší s větším dostřelem, ve snaze o zvýšení dosahu a účinku střelby. Sungské jezdectvo bylo vyzbrojeno různými zbraněmi, včetně halaparten, mečů, luků, kopí a „ohnivých kopí“ chrlících oheň a šrapnely, které patřily k prvním zbraním využívajícím střelný prach.
Vojenská strategie a výcvik byly považovány za vědu, která byla studována a zdokonalována; vojáci byli zkoušeni z ovládání zbraní a fyzické zdatnosti. Vojáci byli cvičeni k následování signálů – vlajkové vyzývaly k útoku, zvony a bubny ohlašovaly ústup.
Sungské námořnictvo bylo velmi důležité během upevňování říše v 10. století; během války proti Jižní Tchang sungské loďstvo bránilo plovoucí pontonový most přes Jang-c’-ťiang nezbytný pro přesuny vojsk a zásob. Loďstvo disponovalo velkými koráby schopnými nalodit na palubu tisíc vojáků, zatímco rychlé kolesové lodě byly v bitvách používány jako bojové útočné koráby.
V bitvě 20. ledna 971 masivní střelba sungských kušníků zdecimovala slony armády říše Jižní Chan. Tato porážka neznamenala jen neúspěch Jižních Chanů ve válce a jejich podrobení Sungy, ale byla i poslední bitvou, kdy byl součástí čínské armády oddíl slonů.
Dějiny Sungů (Sung-š’) sestavené roku 1345 vypočítávají 347 pojednání o vojenství sepsaných sungskými autory. Nicméně následující staletí přežila jen hrstka z nich, jedna z přeživších, Wu-ťing cung-jao z roku 1044, je nejstarší známou knihou obsahující návod na výrobu střelného prachu; uvádí různé varianty složení střelného prachu pro různé kategorie bomb. Obsahuje také popis plamenometu, včetně instrukcí pro jeho údržbu a opravy.

### Umění, literatura a filozofie

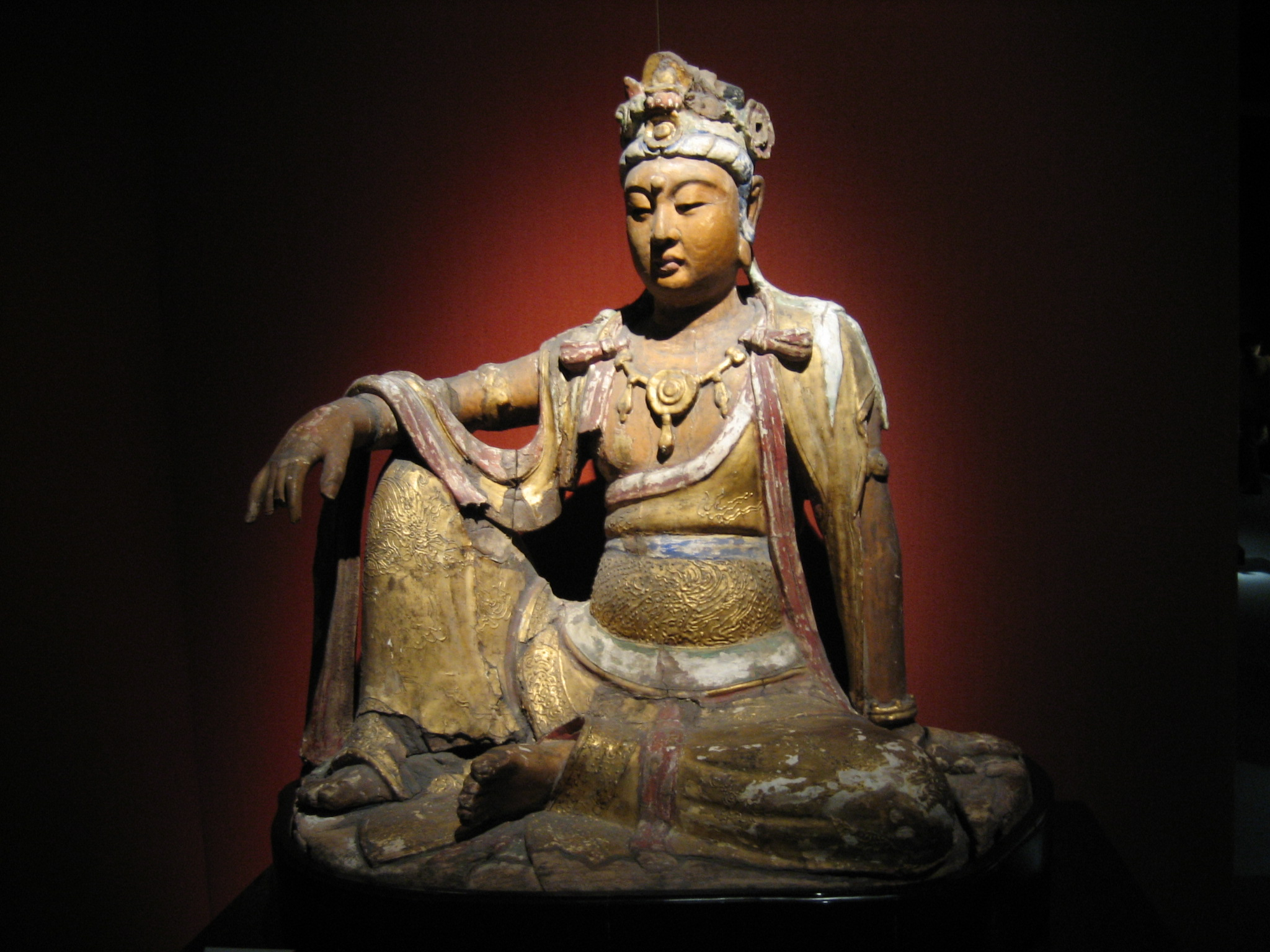
Dřevěná soška bódhisattvy, sungské období, dnes v Šanghajském muzeu

Výtvarné umění se v sungské říši rozvíjelo i v důsledku nových postupů a pokroku v krajinomalbě a portrétním malířství. Džentry se věnovala zejména prestižním uměleckým oborům, které patřily mezi respektované aktivity vzdělaných úředníků, a sice malířství, poezii a kaligrafii. Básník a státník Su Š’ a jeho přítel Mi Fu (1051–1107) vyhledávali starožitnosti, často si půjčovali nebo kupovali umělecká díla ke studiu a kopírování. Poezie a literatura profitovala z rostoucí popularity a rozvoje stylu cch’. Vznikla rozsáhlá encyklopedická díla o historii i desítky pojednání o technických oborech. Jedním z nich je historická encyklopedie C’-č’ tchung-ťien, sestávající z 1000 svazků s 9,4 milióny znaků. Cestopisy a cestovní příručky získaly popularitu díky pracím geografa Fan Čcheng-ta (1126–1193) a Su Š’a, který psal „výletní eseje“ pojmenované Zápisky z hory kamenných zvonů v nichž přecházel k probírání filozofických problémů. Ačkoli raná forma místních zeměpisných průvodců existovala v Číně od 1. století, v sungské říši se objevila pojednání o místech (fang-č’) nahrazující starší mapové průvodce (tchu-ťing).
Dvory sungských císařů byly naplněny nejrůznějšími umělci, malíři, kaligrafy, básníky a vypravěči. Císař Chuej-cung byl proslulý umělec a patron umělců. Ukázkovým příkladem vysoce ctěného dvorního malíře byl Čang Ce-tuan (1085–1145), který namaloval obrovský panoramatický obraz Svátek čching-ming u řeky. Císař Kao-cung během své vlády inicioval rozsáhlý umělecký projekt – svitek zobrazující Osmnáct písní flétny nomádů o životě chanského básníka Cchaj Wen-ťiho. Tento umělecký projekt byl diplomatickým gestem určeným říši Ťin během jednání o vydání jeho matky z ťinského zajetí.

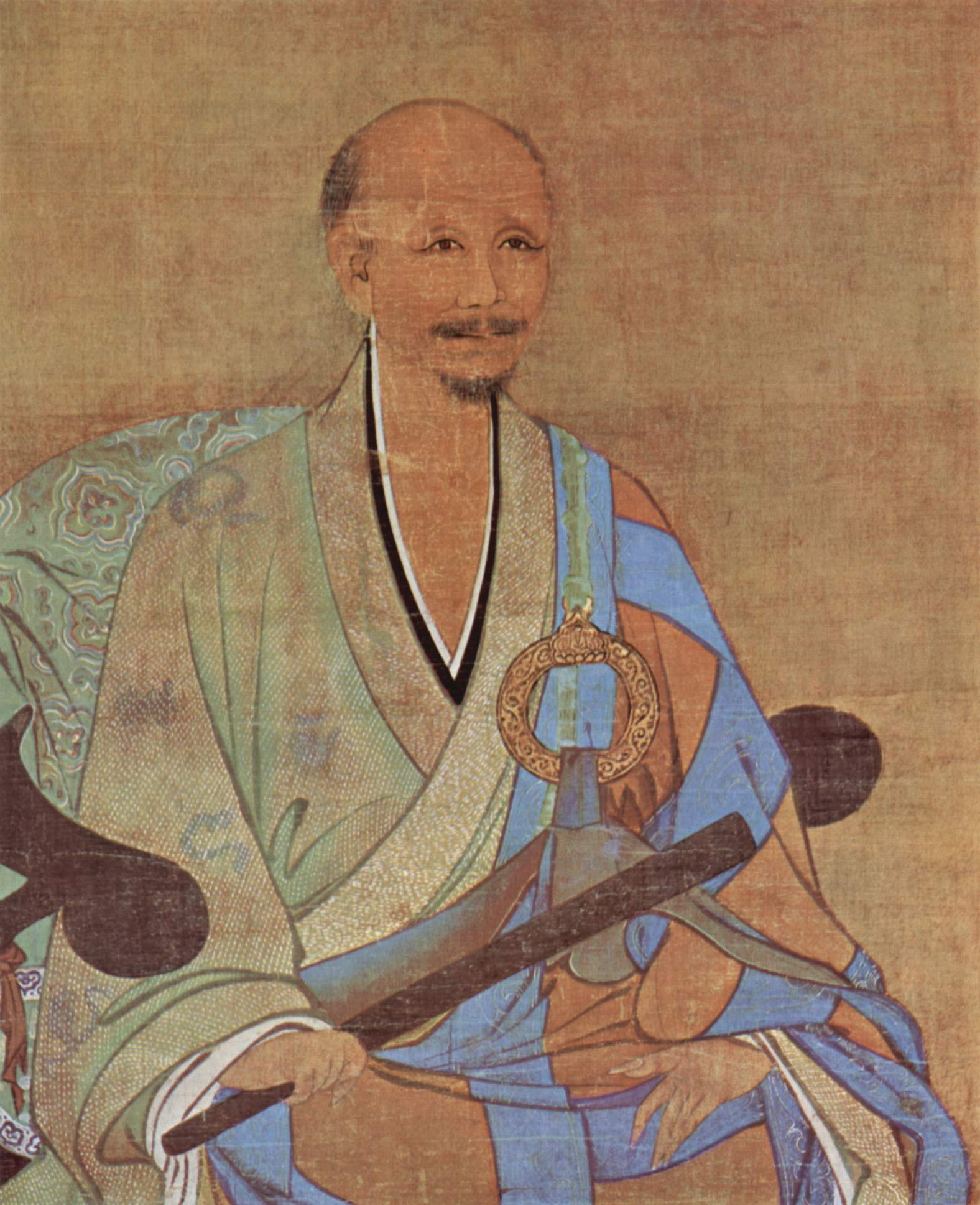
Portrét zen-buddhistického mnicha Wu-čung Š’-fana, neznámý malíř, 1238. Dnes v chrámu Tófukudži v Kjótu.

Mezi filozofy klesal vliv buddhismu, i když si udržel své postavení v umění a dary klášterům zůstávaly nemalé. Buddhismus měl silný vliv na rodící se neokonfucianismus filozofů Čcheng Iho (1033–1107) a Ču Siho (1130–1200). Mahájánový buddhismus ovlivnil Fan Čung-jena a Wang An-š’ho konceptem etického univerzalismu, zatímco buddhistická metafyzika měla hluboký dopad na počátky neokonfucianismu v díle Čcheng Iho. Filozofické dílo Čcheng Iho ovlivnilo Ču Siho. Přestože jeho práce současnící nepřijali, Ču Siho komentáře a důraz na konfuciánské klasiky ve Čtyřech knihách jako základ výuky konfucianismu byla základem neokonfuciánské doktríny. Do roku 1241 se, pod záštitou císaře Li-cunga, znalost Čtyř knih a Ču Siho komentářů stala nezbytnou pro složení úřednických zkoušek, a proto byly základem studií kandidátů zkoušek. I další východoasijské země – Japonsko a Korea – přijaly Ču Siho učení, nazývané v Japonsku Šušigaku (朱子学, škola Ču Siho) a v Koreji Čučahak (주자학). Pokračující vliv buddhismu lze vidět v dílech, jako je Lin Tching-kuejův obraz Praní luohanů. Nicméně náboženská víra byla ostře kritizována a někdy vystavena i opovržení. Státník a historik Ou-jang Siou (1007–1072) měl náboženství za prokletí, které by mohlo být napraveno jeho odstraněním z čínské kultury a nahrazením konfucianismem. Buddhismus nepoznal skutečnou obnovu v čínské společnosti před mongolskou nadvládou za říše Jüan, kdy Chubilaj podporoval tibetský buddhismus a Phagpu jako vedoucího lámu. V jüanském období se do Číny vrátilo i nestoriánské křesťanství, zaniklé po pádu říše Tchang.

### Kuchyně a oblékání
Jídlo i oblékání obyvatel byly v sungské Číně z velké části závislé na jejich postavení a společenské třídě. Základem stravy nižších tříd zůstala rýže, vepřové a solené ryby; odívaly se do šatů z konopí nebo bavlny, jejichž barevnost byla omezena na černou nebo bílou. Kalhoty byly přijatelná forma oděvu pro rolníky, vojáky, řemeslníky a obchodníky, i když bohatí obchodníci se mohli rozhodnout pro nošení zdobnějšího oblečení a blůzy sahající pod pás. Oděv přijatelný pro vzdělance a úředníky byl pevně stanoven v závislosti na postavení osoby v úřednické hierarchii; nicméně s postupujícím časem původně striktní vyžadovaní pravidel ochabovalo. Každý úředník dával najevo svůj status barvou své róby, druhem a barvou pokrývky hlavy, a dokonce i konkrétním stylem opasku, které všechny závisely na jeho úřední hodnosti.
Sungské ženy nosily dlouhé šaty, halenky ke kolenům, sukně a pláště s dlouhými nebo krátkými rukávy; ženy z bohatých rodin mohly nosit fialové šály kolem ramen. Hlavním rozdílem ženského oděvu od mužského bylo, že byl upevněn na levé straně, místo pravé, mužské, strany.
Sungští Číňané se ve městech mohli najíst ve velkém množství restaurací a hospod, nebo se účastnit hostin, banketů, slavností a karnevalů, v nichž si příslušníci vyšších tříd vybírali z velice různorodé a bohaté stravy. Servírována byla široká škála různých mas, včetně krevet, hus, kachen, mušlí, korýšů, daňků, zajíců, koroptví, bažantů, frankolínů, křepelek, lišek, jezevců, škeblí, krabů, a mnoha dalších. Mléčné výrobky byly v čínské kuchyni chyběly; hovězí maso bylo konzumované jen zřídka, býk byl totiž ceněn jako tažné zvíře, a psí maso se ve stravě bohatých nevyskytovalo, níže postavení Číňané psy jedli v případě potřeby (dosud však nebyli běžnou součástí jídelníčku). Lidé jedli datle, rozinky, jujuby, hrušky, švestky, meruňky, liči, ovocné šťávy, med a zázvorové nápoje, papáju a papájové nápoje, používali koření a ochucovadla ze sečuánského pepře, zázvoru, nového koření, sójovou omáčku, olej, sezamový olej, sůl a ocet.

## Hospodářství, průmysl a obchod

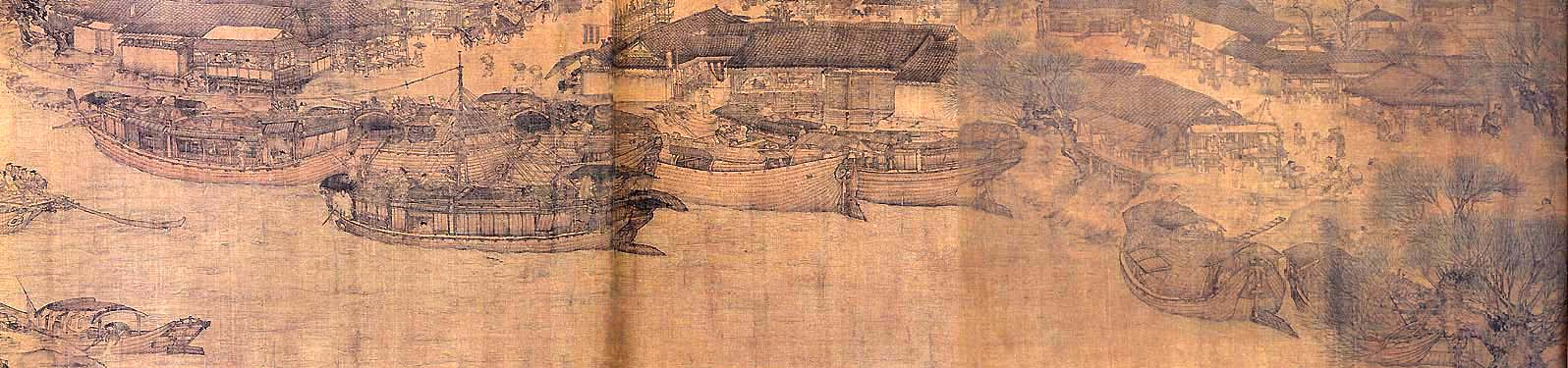
Džunky na řece, část panoramatu Svátek čching-ming u řeky Čang Ce-tuana (1085–1145)

Sungská ekonomika byla jedna z nejvíce prosperujících a nejrozvinutějších ekonomik středověkého světa. Sungští Číňané investovali svůj kapitál do akciových společností a námořního obchodu v době, kdy monetární zisk pocházel zejména z kvetoucího zámořského obchodu a domácího obchodu podél Velkého kanálu a Jang-c’-ťiang. Prominentní obchodní rodiny a soukromí podnikatelé se směli věnovat odvětvím, která byla dosud státními monopoly. Soukromý i státní průmysl uspokojoval potřeby rostoucí čínské populace. Řemeslníci a obchodníci se organizovali do gild, které stát používal jako prostředníka při stanovení daní, rekvizicím zboží a určování standardních mezd a cen.
Výrobě železa se věnovali soukromí podnikatelé, vlastní hutě si zachovávala i vláda. Sungská ekonomika byla dostatečně stabilní, aby bylo možno produkovat přes 100 tisíc tun železa ročně. Velkoplošné odlesňování v Číně by v 11. století pokračovalo, kdyby se nerozšířilo používání uhlí místo dřevěného uhlí ve vysokých pecích kde se tavilo železo. Velký díl z výroby železa byl určen pro vojenské použití – k výrobě zbraní a zbroje, ale zbytek byl uplatněn k uspokojení poptávky po železných nástrojích a zboží na rostoucím domácím trhu. Obchod se železem v rámci Číny byl posílen výstavbou nových kanálů, které pomáhaly snadné dopravě železných výrobků z výrobních středisek na velké trhy hlavního města.
Roční produkce měďáků dosáhla jen roku 1085 kolem 6 miliard mincí. Nejpozoruhodnějším pokrokem sungské ekonomiky bylo zavedení papírových peněz, prvních na světě, zvaných ťiao-c’ (později chuej-c’). Pro tištění papírových peněz (státovek) sungská vláda založila několik provozů v Chuej-čou, Čcheng-tu, Chang-čou a An-čchi. Počet dělníků zaměstnaných tištěním peněz byl velký; roku 1175 měl changčouský závod více než tisíc zaměstnanců.
Síla sungského hospodářství silně ovlivňovala zahraniční ekonomiky. Marocký geograf al-Idrísí napsal roku 1154 o zdatnosti čínských obchodních lodí v Indickém oceánu a jejich každoročních cestách, na kterých přivážely železo, meče, hedvábí, samet, porcelán, a různé textilie do mnoha přístavů až po Aden a přístavy v ústí Indu a Eufratu. Cizinci naopak ovlivňovali čínskou ekonomiku. Například západo- a středoasijští muslimové přicházely do Číny za obchodem a získali významné postavení v čínském zahraničním obchodu, někteří byli dokonce jmenování do úřadů dohlížejících na hospodářské záležitosti. Námořní obchod s jihovýchodním Pacifikem, indickým subkontinentem, islámským světem a východní Afrikou přinesl obchodníkům velké bohatství a v provincii Fu-ťien podnítil obrovský růst stavby lodí. Nicméně, dlouhodobé zámořské operace byly riskantní. bylo riziko spojené s těmito dlouhých zámořských podniků. O způsobech snižování rizika ze zámořského obchodu historikové Ebrey, Walthall a Palais napsali:
| „ | [V sungské éře] investoři obvykle dělili své investice mezi mnoho lodí a na financování plavby každé lodě se podílelo mnoho investorů. Jeden pozorovatel usoudil, že dychtivost investovat do zámořského obchodu vedla k odlivu měděných mincí z říše. Psal, že „lidé podél pobřeží jsou v těsných vztazích s obchodníky, zabývajícími se zámořským obchodem, ať už proto, že jsou jejich krajané, nebo díky osobním známostem… [Dávají obchodníkům] peníze, aby je vzali s sebou na svých plavidlech a nakoupili za ně zahraniční zboží. Investují od deseti do sto šňůr hotovosti, a pravidelně mají zisk několik set procent“ | “ |

## Technologie, věda a inženýrství

### Střelný prach

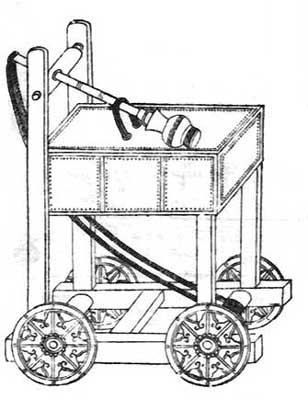
Kresba trebuchetu z Wu-ťing cung-jao pojednání z roku 1044. Trebuchety jako tento používali sungští vojáci k metání raných typů bomb.

V sungské říši výrazně pokročilo vojenské využití střelného prachu, které zahrnovalo sestrojení prvních plamenometů, výbušných granátů, střelná zbraně, kanóny a pozemní miny, což Sungům pomáhalo v odrážení nepřátel až do konečného zhroucení ve třetí čtvrtině 13. století. Wu-ťing cung-jao z roku 1044 byla první kniha v historii obsahující návod na výrobu různých druhů střelného prachu a jejich využití v různých typech bomb. Roku 1259, během války s Mongoly, úředník Li Ceng-po napsal ve své práci Kche-čaj Ca-kao, Sü-kao-chou, že v Čching-čou tamní podniky vyráběly jeden nebo dva tisíce silných bomb se železnými plášti měsíčně a odesílaly do Siang-jangu a Jing-čou deset až dvacet tisíc takových bomb naráz. Na druhé straně, útočící Mongolové zaměstnávali čínské vojáky ze severu a používali stejné typy zbraní využívajících střelného prachu proti Sungům. Do 14. století se rané střelné zbraně a kanóny rozšířily také v Indii, islámském Středním východě a Evropě.

### Měření vzdálenosti a mechanická navigace
Zpočátku, v říši Chan, když čínský stát potřeboval efektivně měřit vzdálenosti po celé říši, spoléhali Číňané na mechanické měřiče vzdálenosti. Používali vůz s kolovým podvozkem, jehož vnitřní převody přenášely pohyb kol a ujetí každé li mechanismus ohlásil úderem na buben nebo zvon. V sungském období bylo měřící vozidlo kombinováno s „vozem ukazujícím jih“, jiným starým mechanickým zařízením. Toto zařízení, původně vytvořené Ma Ťünem ve 3. století, zahrnovalo diferenciál, který umožnil sošce namontované na vozidle ukazovat vždy směrem na jih bez ohledu na směr pohybu vozidla.

### Vzdělanci, objevy a astronomie

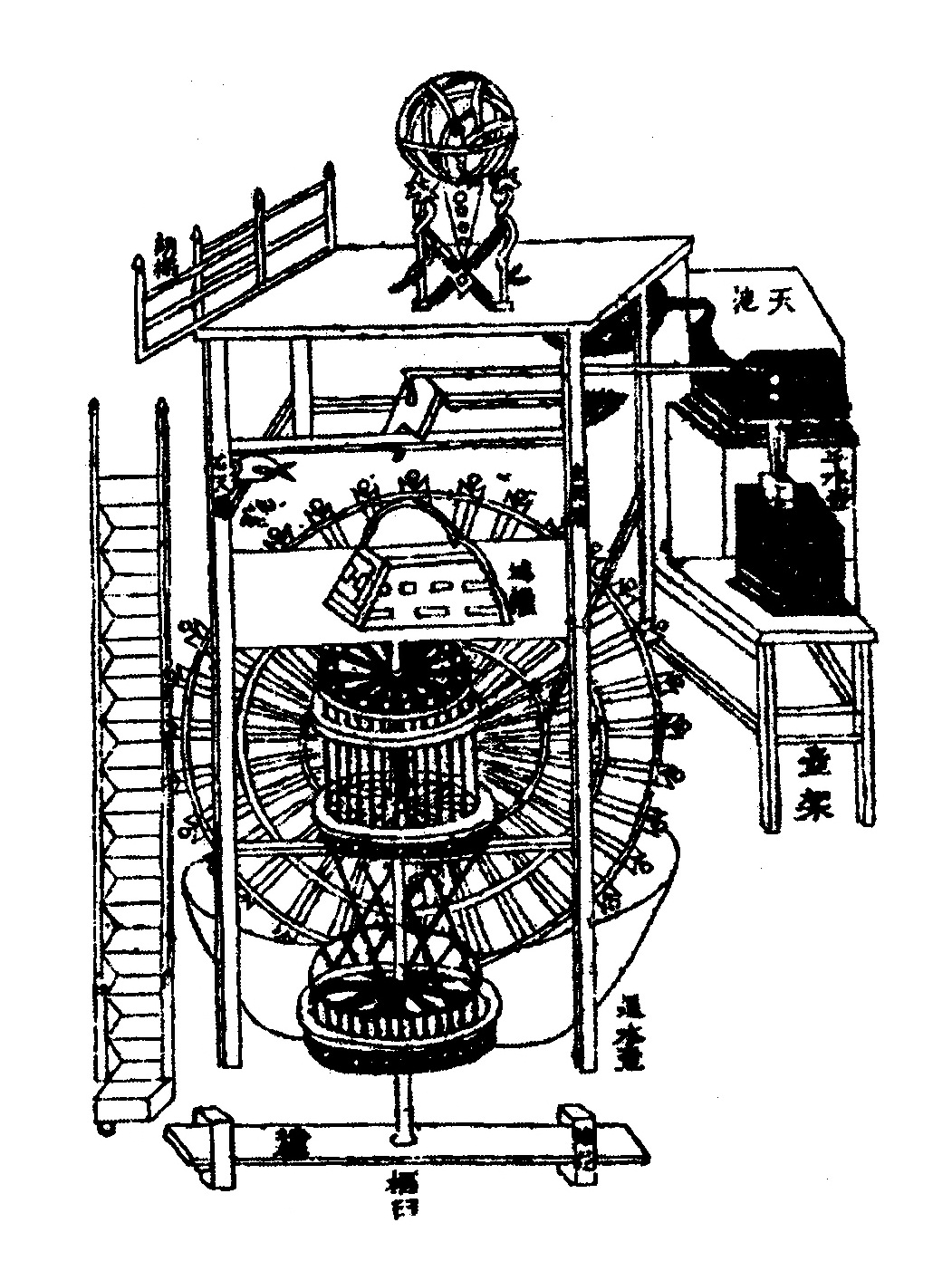
Nákres hodinové věže v Kchaj-fengu, publikován Su Sungem roku 1092.

Univerzální učenci jako byli státníci Šen Kua a Su Sung (1020–1101) dosáhli pokroku v nejrůznějších oborech svého studia, včetně biologie, botaniky, zoologie, geologie, mineralogie, mechaniky, měření času, astronomie, farmacie, archeologie, matematiky, kartografie, optiky, umělecké kritiky a dalších.
Šen Kua první rozpoznal magnetickou deklinaci pravého severu když experimentoval s kompasem. Domníval se, že se klima v průběhu doby postupně měnilo. Vytvořil teorii formování souše zahrnující koncepce akceptované i moderní geomorfologií. Prováděl optické experimenty s camerou obscurou jen několik desetiletí let po Ibn al-Hajthamovi. Zdokonalil astronomické přístroje, což mu umožnilo přesně určit polohu Polárky. Šen Kua byl také známý svými zdokonalenými vodními hodinami.
Su Sung byl nejvíce znám pojednáním o hodinářství napsaným roku 1092, v němž popisoval a velmi podrobně ilustroval svou vodou poháněnou, 12 metrů vysokou věž s orlojem postavenou v Kchaj-fengu. Věž obsahovala velké astronomické přístroje, armilární sféru a hvězdný glóbus, oba poháněné raným nepravidelně pracujícím krokovým ústrojím (zhruba dvě století před prvními opravdovými mechanickými hodinami). Navíc Su Sung ve své hodinové věži k přenosu pohybu použil jako první na světě řetězový pohon, což je důležité mechanické zařízení s mnoha praktickými využitími, například u jízdních kol. Suova věž měla rotující ozubené kolo se 133 figurami, které se střídaly v oknech, zatímco zvonily gongy a zvonky, bouchaly bubny, ukazovaly se texty na plaketech. Ve svých knihách zveřejnil nebeský atlas z pěti hvězdných map. Tyto hvězdné mapy nakreslil ve válcové projekci podobné Mercatorově projekci, vynalezené Gerhardem Mercatorem roku 1569.

### Matematika a kartografie

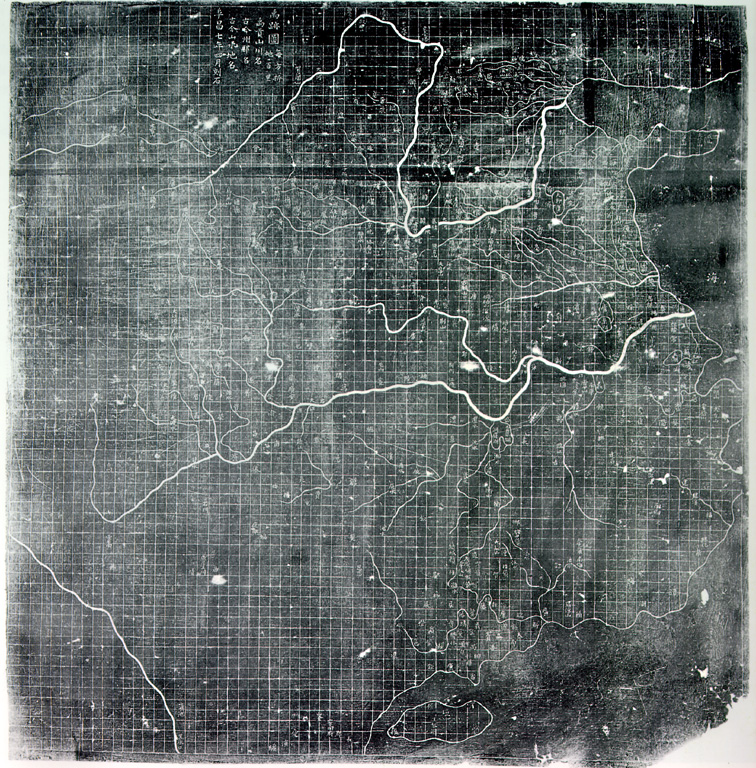
Jü Ťi Tchu, nebo Mapa stezek Jü Kunga, vytesaná do kamene roku 1137, stojí v Lese stél, muzeu v Si-anu. Rozměr mapy je 0,9 m na délku a výšku, jedno pole čtvercové sítě odpovídá vzdálenosti 100 li.

Matematika během sungské éry výrazně pokročila. V kniha publikovaná roku 1261 matematikem Jang Chuejem (asi 1238–1298) obsahovala nejstarší čínský obraz Pascalova trojúhelníku, popsaného v Číně už kolem roku 1100 Ťia Sienem. Jang Chuej také uvedl pravidla pro konstrukci magických čtverců, teoretický důkaz čtyřiceti tří Euklidových tvrzení o rovnoběžnících a první používal záporné koeficienty v kvadratických rovnicích. Jangův současník Čchin Ťiou-šao (asi 1202–1261) byl první, kdo zavedl do čínské matematiky symbol nuly; předtím bylo při počítání s početními hůlkami namísto nuly používáno prázdné místo. Je také známý prací nad čínskou větou o zbytcích, Heronovým vzorcem a astronomickými údaji potřebnými při určování zimního slunovratu. Čchinovou hlavní prací bylo Matematické pojednání v devíti částech zveřejněné roku 1247.
Geometrie byla zásadní pro mapování a kartografii. Nejstarší dochované čínské mapy pocházejí ze 4. století př. n. l., ale až Pchej Siou (224–271) zavedl na mapách označování výšek, souřadnicový systém a standardní měřítko. Následujíce dlouhou tradici, Šen Kua vytvořil plastickou mapu, zatímco na svých ostatních mapách používal jednotné měřítko 1:900 000. Čínští kartografové zmapovali kromě své země i cesty do Indie. Navíc, nejstarší známé tištěné mapy na světě se dochovaly v encyklopedii Jang Ťiaa z roku 1155, která zobrazovala západní Čínu bez obvyklé souřadnicové sítě, charakteristické pro profesionálně vyrobené čínské mapy. Ačkoli cestovní příručky jsou doloženy už od roku 52, a v říši Suej byly doplňovány ilustračními mapami (tchu-ťing), ilustrované průvodce se více rozšířily v sungské době.

### Tisk
Řemeslník Pi Šeng (990–1051) vynalezl tisk pohyblivými literami, který poté popsal Šen Kua ve svých esejích z roku 1088. Kolekce původních Pi Šengových liter (vypálených z hlíny) Šen předal jednomu ze svých synovců, který je pečlivě uchovával. Pohyblivé litery posílily již tak rozšířené používání tisku z dřevěných desek, pomocí něhož vznikly tisíce dokumentů a literárních děl, dychtivě kupovaných rostoucím počtem vzdělaného publika. Pokrok tisku měl hluboký dopad na vzdělávání a třídu vzdělaných úředníků, protože mohlo být vyrobeno více knih mnohem rychleji, a navíc masově vyráběné tištěné knihy byly levnější ve srovnání s pracně opisovanými rukopisy. Růst rozšíření tisku a psané kultury v sungském období bylo tedy přímým katalyzátorem vzestupu sociální mobility a rozšíření vzdělané třídy učených elit, mezi 11. a 13. stoletím výrazně zvětšené.
Nicméně nad Pi Šengovým tiskem pohyblivými literami převážil tisk z dřevěných desek, důvodem byl charakter čínského písma sestávajícího z tisíců znaků. přesto se tisk pohyblivými literami v Číně zachoval a v následujících staletích postupně zdokonaloval.

### Vodní stavby a námořnictví

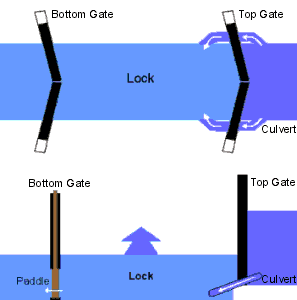
Pohled shora a ze strany na plavební komoru, kterou zavedl roku 984 Čchiao Wej-jo, asistent dopravního komisaře pro Chuaj-nan.

V sungské éře pokročilo i stavitelství a námořnictví. V 10. století vynález plavební komory umožnil budování vzájemně propojených kanálů s různými úrovněmi hladiny, což významně zvýšilo bezpečnost provozu na kanálech a umožnilo používání větších člunů. Konstruktéři začali stavět lodi s vodotěsnými přepážkami, což zvýšilo odolnost plavidel při poškození trupu. Poškozené lodě byly opravovány v suchých docích. K posílení kostry lodi používaly sungští Číňané příčné nosníky podpírající žebra lodi. Zavedena byla pohyblivá kormidla, zvedaná nebo spouštěná v závislosti na hloubce vody. Sungští námořníci používali novou konstrukci kotev, s hroty v kruhovém vzoru namísto lineárního uspořádání. Podle Davida Graffa a Robina Highama je taková kotva spolehlivější. Pravděpodobně nejdůležitější navigační inovace sungského období bylo používání magnetického kompasu při plavbě na moři. Magnetický kompas poprvé popsal Šen Kua ve svých esejích, roku 1119 o něm psal i Ču Jü ve svých Rozhovorech z Pching-čou.

### Architektura

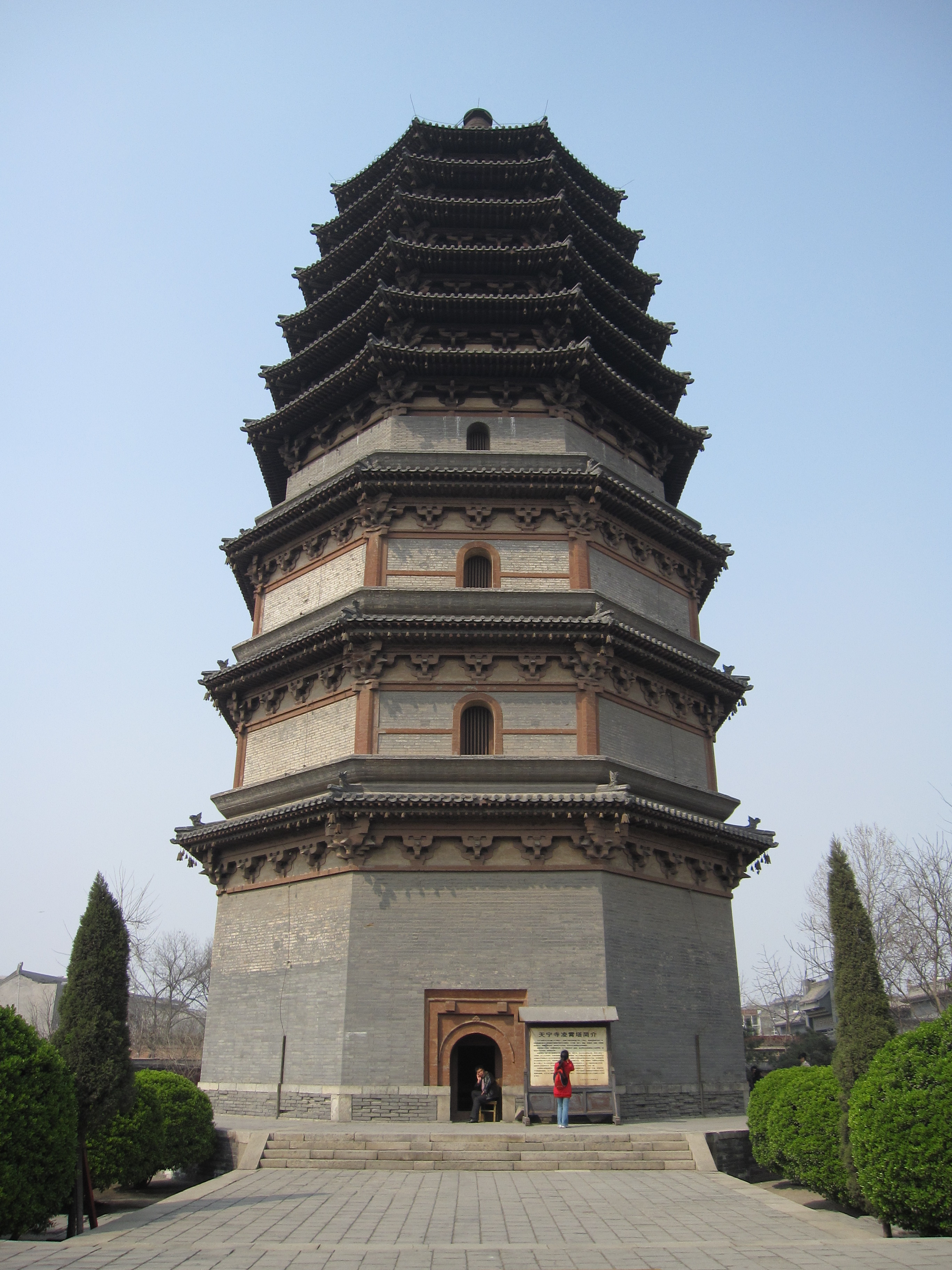
42 m vysoká pagoda Ling-siao v Čeng-tingu v provincii Che-pej, postavena 1045

Architektura dosáhla v sungském období nových výšin propracovanosti. V 10. a 11. století autoři jako Jü Chao a Šen Kua ve svých knihách rozebírali architektonické styly, řemeslo a pozemní stavitelství, resp. Šen Kua zachoval zápisy dialogů Jü Chaoa s popisy technických problémů, např. využití šikmých vzpěr zabudovaných do věže pagody jako diagonální výztuhy. Šen Kua rovněž zachoval Jüem uvedené měrné jednotky pro různé typy budov. Architekt Li Ťie (1065–1110), který roku 1103 publikoval Jing-cao fa-š’ (Pojednání o architektonických metodách), velmi rozšířil díla Jü Chaoa a sestavil standardní stavební předpisy používané ústředními vládním institucemi i řemeslníky v celé říši. Popsal standardní metody konstrukce, projektování a používání příkopů a opevnění, kamenických a truhlářských prací, řezbářství, soustružení a vrtání, řezání, prací s bambusem, obkladů, stěn budov, malování a dekorací, zdění, výroby prosklených dlaždic, a uvedl návody pro míchání malty. Liova kniha obsahuje podrobné a živé ilustrace architektonických prvků a průřezů budov. Tyto ilustrace zobrazují různé konstrukce používané při stavbách budov, včetně vyobrazení různé typy hal v odstupňovaných velikostech. Také uvedl a znázornil standardní měrné jednotky a standardní velikosti všech stavebních prvků.
Vláda podporovala grandiózní stavební projekty, včetně vztyčení řady věžových buddhistických pagod a výstavby obrovských mostů (dřevěných i kamenných). Mnoho z pagod postavených v říši Sung mělo více než deset pater. Nejznámější jsou Železná pagoda postavená roku 1049 a pagoda Liou-che z roku 1165, ačkoli existovalo množství dalších. Nejvyšší je pagoda Liao-ti v Che-peji postavená roku 1055, tyčící se do výšky 84 metrů. Některé mosty dosáhly délky více než 1200 m, často dostatečně široké, aby byla možná doprava v obou směrech. Vláda také dohlížela na konstrukci svých vlastních správních úřadů, císařských paláců, městských opevnění, chrámů předků a buddhistických chrámů.
Povolání architekta, řemeslníka, nebo tesaře neměla prestiž rovnající se konfuciánsky vzdělaným úředníkům. Architektonické znalosti byly po tisíce let předávány ústně, v mnoha případech od otce k synovi. V říši Sung existovaly už i stavitelské a architektonické školy; jednu ze známých technických škol vedl proslulý stavitel mostů Cchaj Siang (1012–1067), ležela v dnešní provincii Fu-ťien.
Kromě dochovaných budov a odborné literatury, i sungská umělecká díla zobrazující městské scenérie a jiné stavby pomáhají současným učencům v jejich snaze o rekonstrukci a pochopení nuancí sungské architektury. Umělci sungské doby jako byl Li Čcheng, Fan Kchuan, Kuo Si, Čang Ce-tuan, císař Chuej-cung a Ma Lin malovali detailní vyobrazení budov, stejně jako velké pohledy na města v nichž zobrazovali klenuté mosty, haly a pavilony, věžové pagody a městské hradby. Vědec a státník Šen Kua byl známý pro jeho kritiku děl vztahujících se k architektuře, říkal, že pro umělce bylo důležitější zachytit ucelený pohled na krajinu, než zaměřit se na úhly a rohy budov. Například kritizoval obrazy malíře Li Čchenga za to, že dodržoval zásadu „vidět malé z pohledu velkého“ při zobrazování budov.
V sungské éře stavitelé budovali i pyramidové hrobky, jako například hroby sungských císařů nacházející se v Kung-sienu (v dnešní provincii Che-nan). Asi 100 km od Kung-sienu je další sungský hrob u Paj-ša, kde se zachovala „propracovaná kamenná kopie čínské dřevěné stavby, od dveří překladů k pilířům a podstavcům a k podpěrám, které zdobí vnitřní stěny“. Dvě velké komory hrobu u Paj-ša mají také kónické střechy. Cesty vedoucí k těmto hrobům jsou lemovány kamennými sochami úředníků, strážců, zvířat a mytologických tvorů.